# Domingo Antonio de Lara
Domingo Antonio de Lara (San Salvador 30 de agosto de 1783 - 30 de octubre de 1845), fue prócer de la independencia de la Intendencia de San Salvador (hoy El Salvador).

## Vida

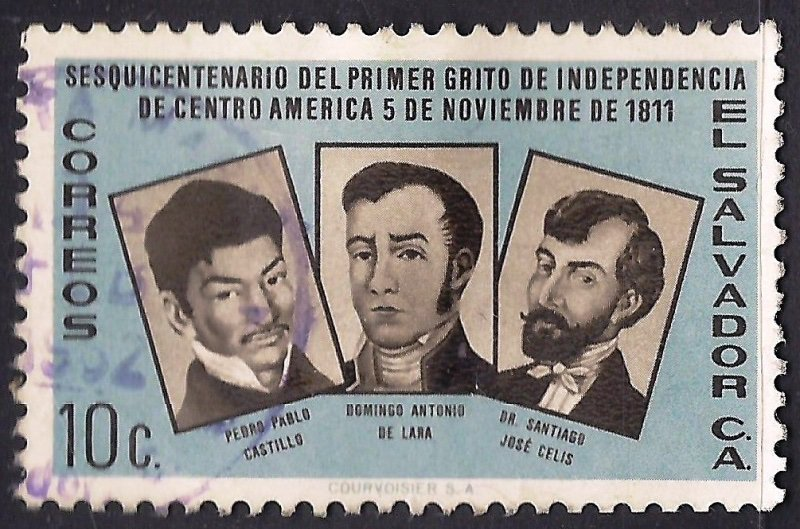
Correo de El Salvador, Con la Imagen de los independistas; Pedro Pablo Castillo, Domingo Antonio de Lara y Dr Santiago José de Celis.

Domingo Antonio de Lara y Aguilar, nació en San Salvador el 30 de agosto de 1783 siendo hijo de Domingo Antonio de Lara León, Mongrovejo y ladrón de Guevara con Ana Aguilar.
Fueron sus hermanos el sacerdote Mariano Antonio (¿Cuscatancingo?, febrero de 1774-¿Olocuilta?, 13 de agosto de 1843) y Antonia Inés (¿?-marzo.1844), quien en 1800 contrajo matrimonio con el coronel, alférez real, corregidor y alcalde vicentino Rafael de Molina y Cañas. Huérfanos de madre a cortas edades, fueron criados por su abuela materna, Isabel de Nava de Aguilar, y por su tío Nicolás Aguilar.
Desde 1795 estudio filosofía en la Universidad de San Carlos en ciudad de Guatemala. A inicios del siglo XIX intento volar con un primitivo planeador desde la iglesia y cerro San Jacinto. Posteriormente modificó su aparato, logrando volar desde una cima hasta lo que actualmente se conoce como el Parque Zoológico Nacional, cubriendo una distancia de 1600 metros aproximadamente.
Abandono los estudios al requerirse su presencia en San Salvador, dedicándose posteriormente a la administración de los obrajes de añil pertenecientes a su familia. El 4 de mayo de 1811 se casó con Manuela Antonia Arce.

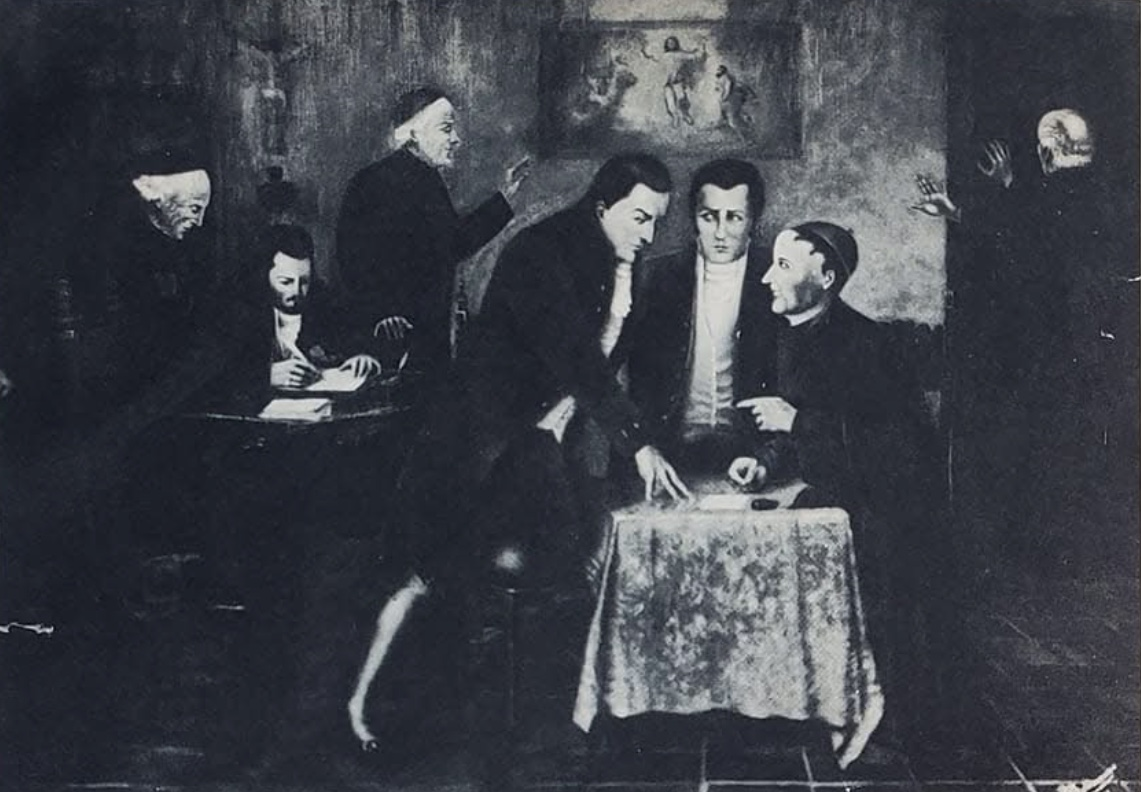
Conspiración de 1814; Primer Plano Manuel Jose Arce, Domingo Antonio Lara, Presbítero Dr Matías Delgado, Al fondo Los Hermanos Aguilar y Juan Manuel Rodríguez.

Tomo participación en el Movimiento Independentista de 1811 siendo encarcelado varios meses para luego quedar libre, tomo participación en el Movimiento Independentista de 1814 siendo encarcelado, fue indultado en 1818 gracias a su esposa y fue liberado en 1819.
En 1822 fue alcalde segundo de San Salvador y diputado de la asamblea provincial. Tomando parte en la lucha contra la invasión del ejército mexicano liderado por Vicente Filísola. Posteriormente se retiró a su hacienda.
Regreso a la vida política una década después, siendo nombrado intendente general de hacienda del estado de El Salvador, para luego ser elegido presidente de la Asamblea Legislativa en 1832. Posteriormente fue consejero de estado y senador nacional ante la Asamblea Federal desde 1834 a 1836.

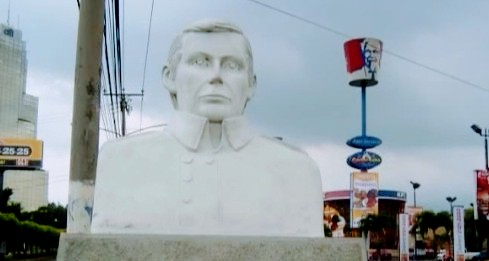
Busto de Domingo Antonio Lara, en el paseo Los Proceres, San Salvador. El Salvador.

Domingo Antonio de Lara murió el 30 de octubre de 1845.